# معهد الأمير سعود الفيصل للدراسات الدبلوماسية
معهد الأمير سعود الفيصل للدراسات الدبلوماسية أو معهد الدراسات الدبلوماسية سابقًا هو معهد حكومي يتبع لوزارة الخارجية (السعودية)، يقوم بتقديم برامج التأهيل والتطوير في مجال العمل الدبلوماسي لموظفي الوزارة، من خلال برامج الدبلوم والدورات التدريبية ومراكز الدراسات.

## نبذة عن المعهد
تأسس المعهد التابع عام 1399هـ/1979م، بهدف تأهيل منسوبي وزارة الخارجية وغيرهم من منسوبي الأجهزة الحكومية المرتبطة بالعمل الدبلوماسي، وتزويدهم بالكفاءة والخبرة العلمية والفنية والعملية والثقافية بما يدعم تمثيلهم للمملكة بمستوى رفيع. ونظرًا لدور المملكة العربية السعودية الكبير على المستوى الإسلامي والعربي والدولي، فقد اقتضى الأمر ضرورة التوسع في العمل الدبلوماسي، مع إعداد الكوادر المؤهلة للقيام بالمهام بما يتناسب مع مكانة المملكة العربية السعودية وحجم دورها المتنامي. ويتطلب ذلك إتاحة الفرصة لتأهيل الممهارات العلمية والتطبيقية للدبلوماسيين في شتى ميادين المعرفة؛ لمواجهة مستجدات الساحة الدولية، بهدف إيجاد كادر مؤهل ومزود بشعور عميق بالمسئولية الوطنية. تعد الدبلوماسية في المجتمع المعاصر من وسائل الاتصال الهامة، ومهنة ليست بسيطة، وفيها قضايا معقدة تحتاج إلى دراسة وعمق ومعالجة وفق أعلى درجات الفهم والوعي لمواجهة ما قد يطرأ من متغيرات وتحديات دولية مما يتطلب إيجاد حلول جديدة ومبتكرة باستمرار، وهذا ما سعى المعهد إلى غرسه في كل دبلوماسي سعودي؛ حتى يتمكن من خدمة مصالح المملكة العربية السعودية على الوجه المطلوب.
وفي عام 1404هـ انتقل المعهد مع وزارة الخارجية إلى مدينة الرياض، وتم توسيع وتعميق البرامج التدريبية لتشمل قبول بعض الدبلوماسيين من الدول الخليجية والعربية والإسلامية الشقيقة.
وفي عام 1437هـ صدر قرار مجلس الوزراء رقم (102) والذي قضى بتعديل اسم (معهد الدراسات الدبلوماسية) ليكون (معهد الأمير سعود الفيصل للدراسات الدبلوماسية). وفي عام 1439هـ انتقل المعهد إلى مقره الجديد، لمواكبة التوسع في كافة البرامج والأقسام والأنشطة.

## رؤية المعهد
إيجاد معهد عالمي يعنى بالتأهيل والتطوير وفقًا لمتطلبات الدبلوماسية الحديثة للعاملين بوزارة الخارجية والجهات ذات العلاقة، وإيجاد مركز فكري بارز قادر على الاستشراف والتحليل.

## رسالة المعهد
خلق بيئة التفاعل مع مراكز الفكر والأبحاث والمنظمات الدولة، إضافةً إلى إنشاء وتنفيذ البرامج التأهيلية التطويرية بما يحقق تطلعات الوزارة.

## أهداف المعهد
- تطوير مهارات ومعلومات وقدرات موظفي الوزارة.
- تنظيم وإقامة الأنشطة المتعلقة باهتمامات الوزارة وأهدافها.
- نشر البحوث والكتب والدراسات في المجالات الدبلوماسية والعلاقات الدولية والاستراتيجية.[3]

## مراكز الدراسات
يتبع معهد الدراسات الدبلوماسية مراكز دراسات إستراتيجية ودولية تم تأسيس أول مركز في عام 2003 م حيث اشتملت على مواضيع سياسية واقتصادية ودبلوماسية وعسكرية.
تعمل المراكز على رصد المشاكل السياسية والاقتصادية والاجتماعية، كما تساهم في خلق تعاون دولي، وفي وقت سابق عمل المعهد على إنشاء مراكز دراسات متخصصة وهي مراكز الدراسات الأوروبية ومركز الدراسات الاسيوية ومركز الدراسات الأمريكية، تمارس هذه المراكز عدة مهام منها عقد ورش العمل وحلقات النقاش بالإضافة إلى تنظيم الدراسات والتقارير التي يطلع عليها صناع القرار.

## البرامج التطويرية
تقدم إدارة البرامج التطويرية التابعه لمعهد الأمير سعود الفيصل للدراسات الدبلوماسية البرامج التدريبية بشكل سنوي، لمنسوبي وزارة الخارجية وغيرهم من منسوبي الجهات الحكومية وذلك لتمكينهم من الإلمام بالحقول العلمية المختلفة التي ترتبط بالعمل الدبلوماسي.
كما تتضمن البرامج التدريبية برامج متخصصة في مجالات محددة كالقانون الدولي والعلاقات الدولية والشؤون القنصلية والإعلامية والاقتصادية والسلوك الدبلوماسي. بالإضافة لذلك فإن إدارة البرامج التطويرية تقدم دورات قصيرة كالدورات الاستراتيجية والتوجيهية وتلك الخاصة بالتحضير لانعقاد الجمعية العامة بالأمم المتحدة.

## وصلات خارجية
- معهد الأمير سعود الفيصل للدراسات الدبلوماسية
- المعهد الدبلوماسي يناقش العلاقات السعودية الكورية